# Mythimna tiburtina
Mythimna tiburtina är en fjärilsart som beskrevs av Turati 1909. Mythimna tiburtina ingår i släktet Mythimna och familjen nattflyn. Inga underarter finns listade i Catalogue of Life.